# گوش‌خراش زمینی
گوش‌خراش زمینی (نام علمی: Ortalis vetula) نام یک گونه از سرده قدقدی است.
این گونه در مناطق گرمسیری و نیمه‌گرمسیری واقع در جنوب تکزاس، ایالات متحده آمریکا، تا شمال کاستاریکا در آمریکای مرکزی یافت می‌شود. ببشترین جمعیت این پرنده در زمین‌های پست از چیاپاس، مکزیک تا شمال نیکاراگوئه وجود دارد. زیستگاه این پرنده بیشتر جنگل‌های گرمسیری و مرداب‌ها است، البته در گرم‌دشت‌ها نیز دیده می‌شود. گوش‌خراش زمینی از میوه‌های درختان مانند، انجیر، نخل، چیکوئیان، بذر آن‌ها، برک‌هایشان و گل‌ها تغذیه می‌کند. گوش‌خراش زمینی دارای بندی است به طول ۴۸ تا ۵۸ سانتی‌متر با وزنی در حدود ۴۶۸ تا ۷۹۴ گرم. جمعیت جهانی این گونه پرنده در ۵۰۰٬۰۰۰ تا ۵٬۰۰۰٬۰۰۰ قطعه در سال ۲۰۰۶ میلادی تخمین زده شده است. این گونه در اتحادیه بین‌المللی حفاظت از طبیعت در کمترین نگرانی جای گرفته است.